# Megachile curtuloides
Megachile curtuloides är en biart som beskrevs av Pasteels 1973. Megachile curtuloides ingår i släktet tapetserarbin, och familjen buksamlarbin. Inga underarter finns listade i Catalogue of Life.